# 尾沢俊一
尾沢 俊一（おざわ しゅんいち　1965年 - ）は、日本の建築家。一級建築士。

## 略歴
神奈川県生まれ。神奈川県立湘南高等学校、早稲田大学理工学部建築学科を卒業、早稲田大学大学院理工学研究科建築学専攻修士課程修了。
鹿島建設株式会社建築設計本部チーフアーキテクトを経て、文化庁芸術家在外派遣員として、渡伊。建築家Paolo Zermaniに師事。2007年、株式会社オザワデザイン一級建築士事務所を設立。
2023年～東海大学工学部建築学科　非常勤講師

## 作品・受賞歴
- 新建築住宅設計競技　3等（1991年）
- SDレビュー　鹿島賞 （1998年）
- INAXデザインコンテスト　入賞(2010年)